# Реди, Елена Владимировна
Елена Владимировна Реди (род. 17 апреля 1990 года) — российская пловчиха в ластах.

## Карьера
Тренируется в Красноярске у И. А. Толстопятова. Пятикратная чемпионка мира. Многократная чемпионка Европы и России. Призёр множества национальных и международных турниров.
Преподаватель Сибирского государственного аэрокосмического университета.
Приказом министра спорта РФ № 71 от 3 июня 2015 года удостоена почётного звания заслуженный мастер спорта России.